# Ансамбль бандуристів «Барви України»

## Історія Ансамблю
Ансамбль бандуристів Стрітівської вищої педагогічної школи кобзарського мистецтва має історію таку ж давню, як і сама школа. Цей незвичайний навчальний заклад було відкрито на перших хвилях «перебудови» та національного відродження — восени 1989 року, спочатку це були лише «кобзарські класи» при сільській неповній середній школі в мальовничому селі Стрітівка Кагарлицького району на Київщині. Згідно з метою створення школи (класів), а саме — для спроби практичної реставрації стародавньої кобзарської епічної традиції, перші викладачі школи на чолі із директором Івановою Г. М. приділяли найбільше уваги індивідуальному навчанню студентів, орієнтуючи їх на те, що саме сольне виконавство було притаманним прадавнім українським рапсодам — народним співакам-кобзарям, які майстерно, у власному супроводі виконували історичні пісні та думи…
Проте, за спогадами викладачів і учнів першого набору, вже на другий рік занять, коли підвищився їхній виконавський рівень, постало питання про спільне музикування і про створення такого ансамблю, який би гідно представляв школу на численних виїзних концертах. Тут не зайве нагадати, що із першого року своєї роботи, всі викладачі Кобзарської школи розуміли ту величезну відповідальність, яка лежала на них: адже це була Перша і єдина на той час республіканська школа, яка також повинна була бути взірцем як мистецького рівня, так і активної пропаганди народного музичного мистецтва — кобзарства.

## 80-ті роки
На жаль, у ті далекі 1980-ті роки, в радянському суспільстві, внаслідок проімперської культурної політики, кобзарство, як визначне явище національної музичної спадщини, було абсолютно знецінене. Більше того, в народі ще була живою пам'ять жахливих років репресій — знищення найкращих, національно свідомих представників української інтелігенції. А саме для них, як і для сотень тисяч українців, розсіяних долею в діаспорі, бандура і кобза, власне кобзарство було вічно живим символом народної боротьби за волю і незалежність, нетлінних цінностей козацтва — величного і святого спадку предків. Видатний письменник, син України, що сам пережив страхіття 20-30-х pp., Василь Барка, писав у своєму есе «Живий спадок»: «Кобзарство заключило в собі вищий світ, і в своїй струнно-дзвенющій красі музики має чудесний бальзам проти духовних недуг нашого часу».

## 1990–2000 роки
Отже, перший, невеличкий ансамбль бандуристів було створено на другий рік роботи школи в далекому 1990 році, викладачем бандури Кушпетом Володимиром Григоровичем. Під його орудою цей колектив виступив на першій презентації Кобзарської школи в «Кобзарській світлиці» «Українського дому» навесні 1992 року. Сучасниками, які прекрасно усвідомлювали труднощі відновлення кобзарських традицій у сучасному суспільстві, цей виступ був сприйнятий як чудо: адже грали діти, які ще кілька років тому не знали нот! Очевидець того концерту, відомий письменник і поет, Борис Списаренко, писав у своїй рецензії в газеті «Родослав»:
«Що говорити про настрій у серці, коли вчорашні початківці усе впевненіше виконують українську і світову класичну програму, твори нашого національного золотого фонду… Слава Богу! Ось вона, молода наша парость і наша сила, ось де наша слава!».
Проте справжня мистецька робота, як і справжня слава, були а ансамблю попереду!..
1993 року його очолив талановитий педагог із м. Збаража, що на Тернопільщині, Григорій Степанович Пелех. Під його керівництвом, протягом 1993–2000 років, працювали два невеличкі колективи-ансамблі молодших і старших курсів. Саме вони своєю виконавською майстерністю, цікавими програмами виховували і перевиховували свідомість пересічних слухачів на своїх чисельних концертах у районі та області. Саме вони завойовували популярність та перші дипломи переможців на різноманітних конкурсах. Зокрема, 1995 року зайняли 1 місце на районному конкурсі-огляді художніх колективів, 1996 року — на обласному конкурсі. Особливо яскраво ці колективи виступали на столичних сценах — у тій же «Кобзарській світлиці» (1994 р.), в «Будинку вчителя» (1995 р.) тощо.
у репертуарі ансамблю три роки були такі твори, як українські народні козацькі та історичні пісні («Про Морозенка»), пісні на слова Т. Г. Шевченка («По діброві вітер віє»), жартівливі пісні («Ой у полі нивка»), твори сучасних авторів.

## 2000 рік-наш час
Упродовж наступних років (2000–2005 р.р.) на чолі ансамблю бандуристів школи були: відомий в Україні та за кордоном співак-бандурист, керівник квартету бандуристів «Рось», а нині — викладач СВПШКМ Мирослав Цуприк, молоді випускники столичних ВНЗів, (у минулому — наші студенти) А. Шмітько та К. Фастівець.
Із 2005 по 2007 рік ансамблем керував молодий аспірант НМАУ імені П. Чайковського, представник відомого родинного ансамблю бандуристів Яницький Тарас Йосипович. Під його керівництвом ансамбль досяг значних успіхів: у жовтні 2005 року отримав почесні дипломи фестивалю «Кобзарський Майдан — 2005» у м. Чернігові, відзнаки за участь в 4-му Всеукраїнському мистецькому фестивалі колективів ТУМ «Просвіта», вперше перед Президентом України В. А. Ющенком на Всеукраїнській виставці «Агро-2005», представляючи всю Київську область.
Важливою, надзвичайно відповідальною подією для ансамблю стала участь в урочистостях, присвячених святкуванню 20-річчя Українського Фонду Культури, що відбулися навесні 2007 року у Великому Колонному залі Київської Філармонії. Там ансамблю було доручено відкрити урочисте засідання виконанням двох українських пісень. Після цього успішного виступу, голова УФК, поет-академік Борис Олійник, нагадав присутнім, що СВПШКМ було створено на самому початку діяльності УФК, під його егідою, і що УФК й надалі з батьківською любов'ю буде опікуватися її долею. Це, безперечно, надихнуло всіх учасників ансамблю на більш сумлінну працю.
Кількісний і якісний бік концертної діяльності колективів СВПШКМ удосконалювалася з року в рік: якщо в 2004-05 навчальному році було дано близько 30 концертів, то вже 2005-06 року ця кількість збільшилася до 57-60 концертів на рік. Розширювалися і наші можливості — крім ансамблю і хору школи, викладачі з бандури та вокалу проводили велику педагогічну роботу з підготовки малих концертних колективів: дуетів, тріо, квартетів бандуристів, малих ансамблів за участі фортепіано та різноманітних українських народних інструментів.
І, нарешті, «нова ера» в житті ансамблю настала у 2007 навчальному році, коли на запрошення директора школи Іванової Г. М. колектив очолив відомий організатор музичних колективів, диригент, композитор, народний артист України Григорій Степанович Верета. Він розпочав новий етап у розвиткові ансамблю. І, передусім, це стосується всієї організаційної роботи студентів, проведення репетицій, оновлення репертуару.
Григорій Степанович відомий сучасникам своєю сумлінною і натхненною працею у славній Національній заслуженій капелі бандуристів України ім. Г. Майбороди, створенням високомистецької студентської капели бандуристів в КНУКіМі. І в нашому навчальному закладі він узявся за докорінну реорганізацію роботи ансамблю, щоб колектив відповідав високим професійним вимогам, давав студентам важливі практичні навички, надзвичайно потрібні для подальшої кар'єри співака-бандуриста.
Саме завдяки інтенсивній праці та підвищенню вимог до студентів під орудою Г. Верети того ж року випускники школи по-справжньому відчули, яка це нелегка, копітка та складна мистецька праця — керувати таким ансамблем. І дякували Вчителеві за уроки майстерності, які дали їм змогу з честю скласти іспити на додаткову кваліфікацію — керівник ансамблю (капели) бандуристів.
Репертуар колективу під орудою Г. Верети змінився, вийшов на якісно новий рівень: уже через місяць роботи діти виступали на святі до Дня Вчителя з новими творами, а 6 грудня 2007 року (через три місяці інтенсивної праці) представили на святі 70-річчя районів Київської області в смт. Іванково Бориспільського р-ну Київської області цілком нову програму, якою полонили серця усього залу слухачів різного віку. Відгуки були сердечними та схвильованими: «Нічого подібного ми вже ніде не чули! Ваші діти — це справжні таланти!..» Тільки колеги-педагоги та й сам Григорій Степанович знали, якою працею і віддачею сил було досягнуто цей яскравий успіх… На тому концерті прозвучала вперше й нова назва ансамблю — «Барви України», яка символізує той факт, що в нашій школі навчаються діти з усіх куточків України, і саме у своїй творчій співдружності вони зможуть презентувати слухачам різноманітні барви чарівної української музики.
А далі — почалася праця і праця… І нові концерти.
За 2008 рік ансамбль суттєво підвищив свій мистецький статус, ставши лауреатом Всеукраїнського конкурсу «Нові імена України», брав участь у фестивалі кобзарського мистецтва ім. Остапа Вересая (листопад 2008, Оперний театр м. Києва), у мітингу, присвяченому відкриттю «Меморіалу пам'яті Голодомору» (разом з Національною капелою бандуристів), на концерті пам'яті Івана Мазепи в с. Мазепинці на Білоцерківщині, у концерті-звіті творчості Київської області в Палаці мистецтв «Україна» тощо.
Велику увагу, протягом років своєї роботи в СВПШКМ, Григорій Верета приділяє різноманітності репертуару, використовуючи як аранжування класиків української музики, так і власні, авторські. Він як сучасний український композитор відомий талановитими обробками стрілецьких пісень, пісень-романсів, авторських творів. Але особливо подобаються глядачам твори двох жанрів: серйозні-козацькі: «За світ встали козаченьки», «Їхав козак з України», «Їхав козак за Дунай», «Ой у лузі та ще й при березі» тощо; та жартівливі, як «Та орав мужик край дороги», «Ой служив я в пана» та багато інших.
Особливо вдячні учні школи Григорію Степановичу за те, що він зробив прекрасну обробку українського твору нашого випускника — нині молодого співака Романа Мороза. Ця патріотична пісня на слова українського генія, співця козацького Духу Павла Тичини «Гей, вдарте в струни, кобзарі» тепер полюбилася багатьом слухачам і стала «візитною карткою» ансамблю та й усієї школи.
2009 року на VIII фестивалі «Пісні незабутого краю» в м. Городок Львівської області. Ансамбль «Барви України» Стрітівської вищої педагогічної школи кобзарського мистецтва отримав найвищу нагороду — Гран-прі.
2010 року Головне управління освіти і науки Київської обласної державної адміністрації нагородило Ансамбль «Барви України» Стрітівської вищої педагогічної школи кобзарсбкого мистецтва званням лауреата V обласного дитячого фольклорно-етнографічного фестивалю «Дитинства пісня Великого дня».
За три роки роботи з новим колективом, Григорій Степанович провів близько 50 концертів (як у школі, так і виїзних), але також думає про майбутнє, бо підготував до друку нотну збірку, яка вперше представить усім охочим репертуар цього молодіжного ансамблю. Попри досить велику кількість відомих дитячих ансамблів бандуристів в Україні та діаспорі, варто все ж таки відзначити, що вони, переважно, є самодіяльними, а тому твори в їхньому виконанні розраховано на початковий рівень. З іншого боку, ансамблі у професійних, середніх музичних навчальних закладах відчувають гостру потребу яскравого, доступного для учнів (як за змістом, так і за рівнем майстерності) репертуару.
3 2011 року ансамбль бандуристів очолює Максим Олегович Воловоденко, випускник СВПШКМ.
Саме цю прогалину талановито й заповнює збірка з репертуару ансамблю «Барви України». Майстерність та виразність обробок, спеціально розрахованих на студентський виконавський рівень, висока художня цінність представлених у ній творів багато разів пройшла «перевірку практикою», бо захоплювала на концертах ансамблю аудиторію різного віку та різних музичних уподобань. Ось що писав один із вдячних слухачів: «Перебуваючи в залі, я бачив глибоке зворушення в очах людей, і серце сповнялось гордістю: це ж у нас, у нас на Кагарличчині! Це ж відродження Духу України!».
Цими правдивими словами хочеться закінчити розповідь про ансамбль «Барви України» і його керівника Григорія Верету із Стрітівської кобзарської школи.